# La Coronada
La Coronada – gmina w Hiszpanii, w prowincji Badajoz, w Estramadurze, o powierzchni 81,18 km². W 2011 roku gmina liczyła 2242 mieszkańców.